# Neosaurus
Neosaurus — вимерлий рід синапсидів класу пелікозаврів з пізнього карбону — ранньо-пермського періоду регіону Юра у Франції. Він відомий лише з часткової верхньої щелепи або кістки верхньої щелепи та відповідного відбитка кістки. Краплеподібна форма зубів у щелепі вказує на те, що Neosaurus належить до сімейства Sphenacodontidae, до якого входить більш відомий диметродон з південного заходу США. Верхню щелепу вперше віднесли до ранніх діапсидів у 1857 році, а пізніше — до крокодиломорфів у 1869 році, перш ніж остаточно ідентифікувати їх як сфенакодонт-синапсид у 1899 році, ця класифікація зберігається й сьогодні.